# 谷口な夜
谷口な夜（たにぐち な よる）は、京都放送（KBS京都）で毎週土曜日の23時15分 - 23時45分に放送されたテレビ番組である。略して谷夜（たによる）。

## 概要
2004年4月、番組放送開始。番組の内容は、関西で活躍するタレント・ディスクジョッキーの谷口キヨコがパーソナリティを務め、同居猫の金太郎師匠とともに、京都の魅力・知識を迫力ある語り口で紹介する。
毎回、谷口キヨコが最先端の変わった衣装で出演するのもこの番組の見どころの一つ。番組の後半では視聴者からのメールを紹介するほか、DISCFLASH（後述）内等でのプレゼントがある。
番組は京都市内の小さいスタジオを使って収録されている。
番組開始当初は地元京都の専門学校や消費者金融などがスポンサーであったが、末期は上場企業がスポンサードするまでになっている。
2006年10月、1週1企画で週代わりに新企画を行っていく。背景に四条烏丸の映像を写している。
2007年4月、オープニング&セットが共に一新した。金太郎師匠の映る位置が画面右端下に変更された。
2009年4月、「谷夜プレゼンショー」に代わり「谷夜裏京都地図」が始まった。
2010年4月、常設メインコーナーとして｢谷夜新聞｣がスタート、｢谷夜裏京都地図｣、｢お取り寄せ｣、｢まちかど画伯｣（2010年5月〜）、｢ラッキ～谷口相談所｣、｢今週の谷口｣から2〜3点のコーナーを組み合わせて番組が構成されている。
2010年9月18日の放送でウィキペディアでの『谷口な夜』の項目を検証する企画が行われた。この中で谷口キヨコが視聴者に対して、積極的な投稿を促す発言をしている。またこれ以降に、書き込みを検証する可能性も示唆していた。
番組開始以来、アナログ・地デジともに画面サイズ4:3での放送であり、HD放送（16:9）でなかった。但し、2010年8月28日に放送された「90分スペシャル　秋を感じて!生放送!」では16:9サイズで放送された。
2010年10月9日、HD放送（16:9）に変更された。また、オープニングがマイナーチェンジ、セットが一新されバーのセットに変更された。そして、金太郎師匠の映る位置が画面左端下に変更され、大きめの黒い蝶ネクタイを締め、HD放送になった影響か巨大化(約1.5倍)している。
2011年4月2日、放送時間が変更となり、それまでより15分繰り上がった23時15分からのスタートとなった。
2011年9月24日、放送終了。10月から新たに谷口イズムがスタートした。

## 番組中のエピソード
- 一時期オープニングソングとして、倉橋ヨエコの「シャバダ★天国」を使用した事がある。
- ルーレットのランプが壊れたが、代替品で誤魔化した事がある。
- 谷口のメイクはファクトリーチームがしている。エアブラシみたいに吹き付ける事もある。
- オープニングトークの締めは「○○な『谷夜』いきまーす!」とコメントするが、2012年5月最後の放送で「5月最後の『チャミトレ』いくぞー!」と発言。すかさず金太郎に「誰がチャミトレやねん」「谷口、今のはちょっとアカンで!」と突っ込まれた。言い直しはしたものの、本人曰く「油断してた」らしい。

## 放送局
| 放送地域 | 放送局  | 放送日時                  | 放送期間                     | 備考   |
| -------- | ------- | ------------------------- | ---------------------------- | ------ |
| 京都府   | KBS京都 | 土曜日23時15分 - 23時45分 | 2004年4月3日 - 2011年9月24日 | 本放送 |
| 京都府   | KBS京都 | 日曜日13時30分 - 14時00分 | 2011年4月 - 2011年9月25日    | 再放送 |

- 再放送については、2011年4月以前は翌週木曜日ないし金曜日の午前中であったり、翌週平日深夜に放送したり、再放送されなかったり、など様々。
- 関西テレビ☆京都チャンネルでも『らくらぶR』という番組とセットという形で数週遅れにて放送されていたが、2007年10月改編時より関西テレビ☆京都チャンネルでの放送は打ち切られた。事前のお知らせもなく、また関西テレビ☆京都チャンネルウェブサイトでの告知もないままでの打ち切りとなった。
- かつて北陸朝日放送（HAB。ANN系列）でも放送されていたが、2010年3月28日にて打ち切りとなった。

## 金太郎師匠
- 滋賀県出身。性別はオス。年齢は42歳（2010年現在）。血液型は"ねこ型"。
- 趣味・特技はギター。
- 谷口キヨコの"心の師匠"。服は着ないがメガネには拘る中年のオス猫。
- 金太郎師匠は、毎回画面右端下に姿を見せているだけで、普段はアップで映ることはない。
- 画面には映らないが、へそピアスをしており、背中にはタトゥー（サソリ）がある（2010年9月18日放送分発言より）。
- 声の主は、放送作家の柳田光司。
- 2005年11月19日放送分までは声にエフェクトが掛けられていた[2]が、翌週11月26日放送分からエフェクトはなくなった。
- これまで6回『声の主』が姿出しをしたことがある。主なものに以下のものがある。
  - 放送開始直後のラーメン屋特集。
  - 2008年10月18日放送分。同年9月13日の放送で「インベーダーゲームを探している」と金太郎師匠が公言したところ、番組に多数の情報が寄せられ、ついに現役で稼動するテーブル型インベーダーゲームを発見。買い取りは「1台16万円」とのことで予算がなく断念、だが特別に拝借しスタジオに持ち込んだ。その実機を見た瞬間「やりたい」と言い出し『変身～』。パペットは画面中央下に消え、画面左から現われた姿は、黒の長袖シャツに濃い目のジーンズを穿き、顔に金太郎師匠の顔の形をした「お面」をつけた『オッサン』であった。お面をつけたままゲームを楽しんだ後、再びパペットに『変身～』。元に戻ったのであった。ちなみに、金太郎師匠にとってインベーダーゲームは『30年ぶり』とのこと。
  - 2010年9月4日放送分。同年8月21日放送分で「京都のとある寺には夜、女の子の霊が出ます」というメールがあり、金太郎師匠の提案で、実際にその寺を訪れてみることに。「心霊お出かけスペシャル」と題し、同日放送分は番組初・異例のオールロケとなった。収録当日はこれまでと同じく「お面」をつけての登場だったが、途中横顔が映った瞬間はその横顔にモザイク処理がかけられていた。本人は「4年ぶりの登場」と言っていたが、間違いである。
- 本当は猫より犬が好き。ある日入浴中に歌を歌っていたとき、その場で隣人に「金太郎師匠?」と問いかけられ正体がバレかけた。

## 主なコーナー
- 京都人100人に聞きました（100人にアンケートをとってその結果を紹介する）

- 谷夜インフォメーション（スポンサー広告。谷口キヨコが実際取材に行く）

- コンビニセレブ（コンビニの食材だけでセレブな料理を目指すコーナー。終了）

- 谷夜焼酎図鑑（コンビニセレブに代わって登場。マスターの駄洒落が寒い）
  - マスター：濱口秀二（よゐこ:濱口優の弟）

- 谷夜プレゼンショー
  - 先っちょ企画など、京都の旬な話題を取り上げる。金太郎の眼鏡を作りに行く企画もあった。
  - プレゼントの「金太郎師匠の金太郎飴」はこのコーナーで取り上げたもの。ウケが良かったのか、予算が安く済むのか、現在は二代目の金太郎飴になっている。
- メールのコーナー
  - 他に、「師匠の画面の下はどうなっているか」（終了）「ピンキー目撃談（架空、想像可能）」（継続中）など募集している。

2006年10月よりの新企画（週替わり）
- 10月7日 広辞苑VS谷口キヨコのトークバトル。谷口キヨコが目をつぶって指差した言葉で3分間トークするというもの。

### 2007年4月より
- DISCFLASH
  - 上新電機ディスクピア（〜2008年3月、上新電機が番組スポンサーであったため）・JEUGIA（同年4月〜）のCDセールスを元に邦楽シングル（まれにアルバム）ベスト5をカウントダウンする。

- シネマイズム
  - 谷口キヨコが独断と偏見で選んだオススメ映画を紹介する。

- お取り寄せのコーナー
  - 珍しい食べ物や物（目覚まし時計など）を紹介する。

- NYNY HAIR RESCUE
  - 髪の悩みを持つ女性を変身させる。NYNYのさまざまな店舗で収録され、OAされる回にはスタジオにNYNYスタッフが谷口と一緒に解説する（金太郎師匠はいない）。

- タニヨル的tokyobookmark.jp（東京ブックマーク）＜第3土曜日(2008年まで）、第2・4土曜日（2009年から）＞
  - タニヨルとJR東海のtokyobookmark.jpのコラボレーション企画。谷口が東京おでかけに密着。

### 2009年4月より
- タニヨルランキングトーク
  - さまざまなランキングをもとに熱く語る。

- 帰って来た今夜のお取り寄せのコーナー
  - 日本各地の珍しい食べ物や物を紹介する。

- 谷夜裏京都地図
  - 毎回とある駅を出発点に、知られざるディープな情報をディレクターが探し求め、オリジナルのガイドマップを作るコーナー（プレゼンショーに代わり登場）

### 2010年4月より
- 週刊谷夜新聞
  - 編集長・金太郎　視聴特派員の情報からのネタもある

- ラッキ～谷口相談所
  - 視聴者の悩みを見事にズバン！と解決するコーナー　コーナーに採用された方には金太郎飴が贈られた。2011年前半ごろには相談をほっといて、自分達の話をしている。

### 2010年10月23日より
- ルーレットトークが始まる。
- 谷夜裏京都地図、通り編が始まる。

### 2010年4月より
- アンケートトークが始まる。
- コンビニシェフが始まる。

## スタッフ
- ナレーター：藤沢俊一郎
- 制作協力：元気な事務所
- 製作著作：KBS京都